# Барбер (округ, Канзас)
Шаблон:StateAbbr_ 37°05′36″ пн. ш. 98°56′42″ зх. д. / 37.093333333333° пн. ш. 98.945° зх. д.
Округ Барбер (англ. Barber County) — округ (графство) у штаті Канзас, США. Ідентифікатор округу 20007.

## Історія
Округ утворений 1867 року.

## Демографія
За даними перепису 
2000 року 
загальне населення округу становило 5307 осіб, усе сільське.
Серед мешканців округу чоловіків було 2548, а жінок — 2759. В окрузі було 2235 домогосподарств, 1511 родин, які мешкали в 2740 будинках.
Середній розмір родини становив 2,91.
Віковий розподіл населення поданий у таблиці:
| Стать    | До 15 років | 15-21 | 22-29 | 30-39 | 40-49 | 50-65 | 65-85 | Понад 85 |
| -------- | ----------- | ----- | ----- | ----- | ----- | ----- | ----- | -------- |
| Чоловіки | 526         | 242   | 139   | 299   | 437   | 438   | 430   | 37       |
| Жінки    | 525         | 228   | 158   | 319   | 399   | 456   | 574   | 100      |

## Суміжні округи
- Претт — північ
- Кінгмен — північний схід
- Гарпер — схід
- Алфалфа, Оклахома — південний схід
- Вудс, Оклахома — південний захід
- Команчі — захід
- Кайова — північний захід

## Виноски
1. ↑  U.S. Decennial Census. United States Census Bureau. Архів оригіналу за 26 квітня 2015. Процитовано 21 липня 2014.
2. ↑  Historical Census Browser. University of Virginia Library. Архів оригіналу за 11 серпня 2012. Процитовано 21 липня 2014.
3. ↑  Population of Counties by Decennial Census: 1900 to 1990. United States Census Bureau. Архів оригіналу за 5 червня 2019. Процитовано 21 липня 2014.
4. ↑  Census 2000 PHC-T-4. Ranking Tables for Counties: 1990 and 2000 (PDF). United States Census Bureau. Архів оригіналу (PDF) за 18 грудня 2014. Процитовано 21 липня 2014.
5. ↑  State & County QuickFacts. United States Census Bureau. Архів оригіналу за 6 липня 2011. Процитовано 21 липня 2014.(англ.) Наведено за англійською вікіпедією.
6. ↑  American FactFinder. Бюро перепису населення США. Архів оригіналу за 26 лютого 2012. Процитовано 31 січня 2008. [Архівовано 2008-05-21 у Wayback Machine.]

| США | Це незавершена стаття з географії США. Ви можете допомогти проєкту, виправивши або дописавши її. |